# ملال (اڭزناية الجنوبية)
ملال هي إحدى مشيخات المملكة المغربية، تتبع جغرافيا لإقليم تازة وإداريًا لاڭزناية الجنوبية. يقدر عدد سكانها بـ 6623 نسمة حسب الإحصاء الرسمي للسكان والسكنى لسنة 2004.